# 2. ŽNL Splitsko-dalmatinska 1999./2000.
2. ŽNL Splitsko-dalmatinska je svoje drugo izdanje imala u sezoni 1999./2000. Predstavljala je drugi stupanj županijske lige u Splitsko-dalmatinskoj županiji, te ligu petog ranga hrvatskog nogometnog prvenstva. Sudjelovalo je osam klubova, a prvak je bio Kamen iz Ivanbegovine.

## Sustav natjecanja
Osam klubova je igralo trokružnim liga-sustavom (21 kolo).

## Momčadi
- Bili 9/Podstrana[1] – Podstrana
- Croatia – Zmijavci
- Hvar – Hvar
- Kamen – Ivanbegovina,  Podbablje
- Krilnik – Split
- Mračaj – Runović
- Tekstilac – Sinj
- Trogir – Trogir

## Ljestvica
| Poz. | Momčad                 | U  | P  | N | I  | G+ | G– | G+/– | Bod. | Nastavak natjecanja ili ispadanje |
| ---- | ---------------------- | -- | -- | - | -- | -- | -- | ---- | ---- | --------------------------------- |
| 1.   | Kamen Ivanbegovina (P) | 21 | 15 | 3 | 3  | 59 | 31 | +28  | 48   | 1. ŽNL                            |
| 2.   | Trogir                 | 21 | 15 | 3 | 3  | 75 | 20 | +55  | 48   | 1. ŽNL                            |
| 3.   | Hvar                   | 21 | 15 | 2 | 4  | 66 | 28 | +38  | 47   |                                   |
| 4.   | Bili 9/Podstrana       | 21 | 9  | 3 | 9  | 40 | 30 | +10  | 30   |                                   |
| 5.   | Croatia Zmijavci       | 21 | 7  | 2 | 12 | 32 | 43 | −11  | 23   |                                   |
| 6.   | Krilnik                | 21 | 5  | 3 | 13 | 21 | 52 | −31  | 18   |                                   |
| 7.   | Mračaj                 | 21 | 5  | 2 | 14 | 23 | 58 | −35  | 17   |                                   |
| 8.   | Tekstilac Sinj         | 21 | 3  | 2 | 16 | 20 | 74 | −54  | 11   |                                   |

- NK Kamen je postao prvak zbog boljeg međusobnog omjera s Trogirom.[3][4]

## Rezultatska križaljka
| kratica | klub               | CRO      | HVAR          | KAM      | KRI           | MRA           | POD             | TEK      | TRO      |
| --- | ------------------ | -------- | ------------- | -------- | ------------- | ------------- | --------------- | -------- | -------- |
| CRO | Croatia Zmijavci   |          | 1:5, 3:1      | 1:7, 2:3 | 3:1           | 0:2, 4:1      | 0:2 p, 0:3 p.f. | 4:2      | 3:0      |
| HVAR | Hvar               | 3:1      |               |          |               | 4:2           |                 |          | 3:3      |
| KAM | Kamen Ivanbegovina | 2:1      |               |          |               | 3:1           |                 |          | 3:2, 1:1 |
| KRI | Krilnik Split      | 1:1, 0:2 |               |          |               | 3:0 p.f.      |                 |          | 0:1, 0:4 |
| MRA | Mračaj Runović     | 0:0      | 0:3 p.f., 0:2 | 1:3, 1:4 | 4:1, 0:3 p.f. |               | 2:0             | 4:1      | 0:2      |
| POD | Bili 9/Podstrana   | 2:0, 0:3 |               |          |               | 1:1, 4:0      |                 |          | 0:1, 3:2 |
| TEK | Tekstilac Sinj     | 2:1, 3:1 |               |          |               | 1:3, 3:0 p.f. |                 |          | 0:8      |
| TRO | Trogir             | 4:1, 1:0 | 3:0, 5:1      | 2:2      | 8:1           | 5:1, 11:0     | 1:0             | 4:1, 7:0 |          |
| |                    |          |               |          |               |               |                 |          |          |
| podebljan rezltat - utakmice od 1. do 7., te od 15. do 21. kola (1. i 3. utakmica između klubova) rezultat normalne debljine - utakmice od 8. do 14. kola (2. utakmica između klubova) rezultat nakošen - nije vidljiv redoslijed odigravanja međusobnih utakmica iz dostupnih izvora rezultat nakošen i smanjen * - iz dostupnih izvora nije uočljiv domaćin susreta prekrižen rezultat - poništena ili brisana utakmica p - utakmica prekinuta p.f. - rezultat 3:0 bez borbe |                    |          |               |          |               |               |                 |          |          |

Izvori: 

## Vanjske poveznice
- Nogometni savez Županije Splitsko-dalmatinske